# 蕭翰
萧翰（？—949年），字寒真，小字敌烈。辽国外戚。原为述律氏，辽太祖皇后述律平的哥哥萧敌鲁的儿子。

## 生平
天赞元年（922年），率兵到镇州救援张文礼，后唐将领李嗣昭阵亡。契丹攻克石城。辽太宗大同初年，领汉军侍卫。大同八年（945年）讨伐后晋，击败后晋将领杜重威。萧翰随辽太宗耶律德光进入开封府，官居宣武军节度使。天禄元年（947年），契丹被迫退出中原，辽太宗死在为滦城，他去行在拥立耶律阮为辽世宗。天禄二年（948年），萧翰娶辽世宗的妹妹耶律阿不里公主。八月，和天德、刘哥、盆都谋反。被杖责释放。天禄三年（949年），他和阿不里公主勾结明王耶律安端谋反，事发后，被辽世宗诛杀。

## 延伸阅读
[在维基数据编辑]
 《舊五代史/卷98》，出自薛居正《舊五代史》
 《辽史卷一百十三》，出自脱脱《遼史》